# .eu
.eu ist die länderspezifische Top-Level-Domain (ccTLD) der Europäischen Union. Sie existiert seit 28. April 2005 und wird vom belgischen Unternehmen EURid verwaltet.

## Geschichte
Mit der Verordnung Nr. 733/2002 vom 22. April 2002 haben das Europäische Parlament und der Europäische Rat die Einführung einer Top-Level-Domain für die Europäische Union beschlossen, der im Jahr 2003 auch die Europäische Kommission zugestimmt hat. Diese sollte von einer noch zu gründenden Vergabestelle verwaltet werden und die länderspezifischen Endungen der Mitgliedstaaten nicht ersetzen.
Nach dem Aufbau der technischen Infrastruktur wurde .eu am 7. Dezember 2005 eingeführt. Zunächst wurde Inhabern einer eingetragenen Marke die Möglichkeit gegeben, diese als Domain zu beantragen („Sunrise Period“). Am 7. Februar 2006 begann die offene Phase der Registrierung, während der auch natürliche Personen, Gebietskörperschaften und eingetragene Unternehmen ihre Ansprüche anmelden konnten. Das Vergabeverfahren stand in der Kritik, da nicht alle Rechteinhaber ihre Domains rechtzeitig sichern konnten. Ein Gericht erklärte 2007 die Berücksichtigung von Sonderzeichen für zulässig; 2009 wurde das Verfahren an den Europäischen Gerichtshof weitergeleitet.
Im Dezember 2009 führte EURid offiziell die Unterstützung für Sonderzeichen in Domains ein. Die meisten Vorbestellungen stammten dabei aus Deutschland, gefolgt von Tschechien und Frankreich. Europaweit größter Registrar mit 20 Prozent aller angemeldeten Domains war die Starnberger united-domains AG.
Im Oktober 2013 kündigte EURid an, in Zukunft auch Bürger und Unternehmen aus Norwegen für die Top-Level-Domain zulassen zu wollen. Möglich solle dies das Europäische Freihandelsabkommen machen, jedoch warte die Vergabestelle noch auf eine entsprechende Anweisung der EU-Kommission. Am 8. Januar 2014 öffnete EURid schließlich die Registrierung für Unternehmen und Privatpersonen aus Norwegen, Island und Liechtenstein.
Ende 2013 lief der erste Vertrag der EU mit EURid aus. Die Europäische Kommission schrieb die Verwaltung von .eu im Juni 2013 neu aus und forderte interessierte Registrare auf, sich zu bewerben. Den Zuschlag für weitere fünf Jahre erhielt erneut EURid.
Seit dem 1. Juni 2016 existiert auch die kyrillische Variante .ею, am 14. November 2019 folgte die griechische Variante .ευ.
Als Konsequenz aus dem Brexit wurden Anfang des Jahres 2022 etwa 48.000 .eu-Domains deaktiviert, die auf britische Bürger oder Organisationen registriert waren.

## Vergabe
Für die Registrierung einer .eu-Domain ist ein Wohnsitz oder eine Niederlassung in einem Mitgliedsstaat der Europäischen Union, Norwegen, Island oder Liechtenstein notwendig. Für Personen aus der Schweiz war im Zuge der Einführung ebenfalls eine Zulassung im Gespräch, wurde jedoch nicht umgesetzt. Diese können .eu-Domains nur mit Hilfe eines Treuhänders registrieren.
Die Vergabe einer Domain läuft vollständig automatisiert ab und dauert in der Regel nur wenige Minuten. Insgesamt darf eine .eu-Domain zwischen zwei und 63 Zeichen lang sein, wobei die Verwendung deutscher Umlaute und anderer lateinischer Sonderzeichen problemlos möglich ist. Domains in kyrillischer oder griechischer Schrift müssen jeweils mit .ею oder .ευ registriert werden. Zeichen aus verschiedenen Schriftsystemen in derselben Domain zu verwenden ist nicht möglich.

## Verbreitung
Im Dezember 2006 lag .eu mit 3,7 Millionen registrierten Domains im internationalen Vergleich an dritter Stelle aller ccTLDs hinter .de und .uk. Mitte 2007 war sie auf den 5. Platz zurückgefallen. Anfang 2010 waren 3,2 Millionen .eu-Domains angemeldet – immer noch Platz fünf im internationalen Vergleich. Im August 2012 lag .eu auf dem neunten Platz aller Top-Level-Domains. Ende 2012 existierten insgesamt 3,7 Millionen .eu-Domains (5,4 Prozent mehr als ein Jahr zuvor). Der Anteil der Domains, die verlängert und damit mehr als ein Jahr registriert waren, lag nach offiziellen Angaben bei über 80 Prozent und damit vergleichsweise hoch. Seitdem stieg die Zahl registrierter .eu-Domains allerdings kaum noch an, und ging im Jahr 2015 sogar erstmals zurück auf nun 3,8 Millionen. Mitte 2016 fiel sie im internationalen Vergleich hinter .ru (Russland) und .br (Brasilien) aus den ersten zehn Plätzen heraus.
Im Februar 2012 gab eine Studie darüber Auskunft, inwiefern .eu-Domains durch Automobilhersteller aktiv genutzt werden. Nach Auswertung der 70 bekanntesten Unternehmen stellte sich heraus, dass zwar 70 Prozent eine .eu-Domain registriert haben, jedoch nur sechs Prozent der untersuchten Anbieter unter dieser eigene Inhalte bereitstellt. Über 60 Prozent nutzen ihre .eu-Domain nicht aktiv und verwenden sie beispielsweise nur als Weiterleitung auf andere Websites. In 27 Prozent der Fälle war der Autohersteller sogar nicht Inhaber der korrespondierenden .eu-Domain.

## Datenschutz
Aus Datenschutzgründen (siehe DSGVO) veröffentlicht die EURid den kompletten Datensatz bei juristischen Personen oder anderen Organisationsformen, bestehend aus Name, Organisation, Sprache, postalischer Adresse, Telefonnummer, Faxnummer und E-Mail-Adresse im Whois-Lookup auf ihrer Website nur von solchen Registranten, welche juristische Personen und ähnliche Organisationen sind. Von Registranten, welche natürliche Personen sind, werden nur deren Sprache und E-Mail-Adresse veröffentlicht. Handelt es sich bei dem Registranten um eine Privatperson, beschränken sich die veröffentlichten Kontaktinformationen auf die E-Mail-Adresse.